# Māris Gailis
Māris Gailis (ur. 9 lipca 1951 w Rydze) – łotewski polityk, inżynier i przedsiębiorca, parlamentarzysta i minister, premier Łotwy (1994–1995).

## Życiorys
Ukończył studia w Ryskim Instytucie Politechnicznym (1978). Pracował jako główny inżynier w fabryce mebli oraz przedsiębiorstwie przemysłu drzewnego. Później był dyrektorem departamentu w komitecie kinematografii Łotewskiej SRR (1985–1987)  dyrektor centrum video w Rydze (1987–1990).
W latach 1990–1993 zatrudniony w administracji rządowej jako dyrektor generalny departamentu współpracy gospodarczej z zagranicą, następnie był wiceministrem spraw zagranicznych i sekretarzem stanu w tym resorcie. Należał do założycieli Łotewskiej Drogi. W 1993 objął stanowiska wicepremiera i ministra reform państwowych w gabinecie Valdisa Birkavsa. Od września 1994 do grudnia 1995 sprawował urząd wicepremiera w rządzie tworzonym przez ugrupowania centroprawicy. W gabinecie Andrisa Šķēlego był ponownie wicepremierem, kierował także resortem ochrony środowiska i rozwoju regionalnego (1995–1996). W 1993 i 1995 uzyskiwał mandat posła na Sejm z listy LC.
Po odejściu z polityki zajął się działalnością biznesową, był związany m.in. z „Latvijas gāze”, „LatRosTrans”, „Ventspils nafta” oraz „Latvijas pasts” jako członek ich organów zarządzających i nadzorczych. Działa na rzecz sportu, pełnił obowiązki prezesa łotewskiego związku żeglarskiego (1996–2006) oraz członka komitetu wykonawczego Łotewskiego Komitetu Olimpijskiego (1996–2000). W latach 2001–2003 odbył podróż dookoła świata jachtem „Milda”. W 2005 współtworzył stowarzyszenie „Žaņa Lipkes memoriāls” działające m.in. na rzecz upamiętnienia Jānisa Lipkego.

## Odznaczenia
- Medal Rady Bałtyckiej – 2011[2]